# Isaac Helenus Bolman
Isaac Helenus Bolman ('s-Gravenhage, 27 mei 1895 – Düsseldorf, 23 augustus 1943) was een officier van de infanterie die zich tijdens de Slag om Den Haag zodanig onderscheidde, dat men hem postuum tot Ridder 4e klasse in de Militaire Willems-Orde benoemde. Hij overleed in 1943 in een Duitse hospitaal te Düsseldorf.

## Militaire levensloop
Isaac Bolman werd toegelaten tot de KMA en werd in augustus 1918 tot tweede luitenant der infanterie beëdigd. In augustus 1922 volgde de organieke bevordering tot eerste luitenant. Bolman werd na bijna twintig jaar 'luitenantschap' in februari 1937 tot kapitein bevorderd. Bolman had geen hogere krijgsschool opleiding gevolgd.
In 1938 werd Bolman het Kruis voor Trouwe Dienst met gesp XX voor twintig jaar trouwe dienst als officier toegekend.

## Oorlogsbiografie
Tijdens de mobilisatie werd de kapitein Bolman naast de chef-staf aangesteld als hoofd operatiën (sectie 1) van de 1e Divisie. Als zodanig verkeerde de kapitein in de meidagen van 1940 samen met de rest van de eenheden van het 1e Legerkorps binnen de Vesting Holland. De staf van de 1e Divisie verkeerde aan de Raamweg in Den Haag.
In de ochtend van 10 mei 1940 kreeg de kapitein van zijn divisiecommandant opdracht om namens de divisiestaf een tegenaanval te leiden ter herneming van het door Duitse luchtlandingstroepen ingenomen vliegveld Ypenburg. Aldus verscheen de kapitein Bolman nabij de Hoornbrug te Rijswijk, alwaar hij met de daar aanwezige officieren der grenadiers de te nemen maatregelen coördineerde en het bevel over een reeds in organisatie zijnde tegenaanval overnam.
Een reeds voordien ingezette tegenaanval was mislukt en slecht gecoördineerd gebleken. Nadien organiseerde de kapitein Bolman echter een solide vuurondersteuning voor aanvallende infanterie en de steun van een halve batterij 7-veld geschut van II-2.RA. De kapitein zelf begaf zich meermaals in het vuur om individuen of onderdelen persoonlijk aan te vuren of aanwijzingen te geven. Mede daardoor slaagde men erin om in de loop van de middag en avond het vliegveld en directe omgeving te hernemen en de Duitse luchtlandingstroepen rond Rijswijk en Ypenburg vrijwel geheel uit te schakelen.
De kapitein werd door zijn commandant voorgedragen voor een hoge militaire onderscheiding. In mei 1946 zou Isaac Bolman postuum de Militaire Willemsorde der 4e Klasse worden toegekend, waarbij uitsluitend zijn verdiensten als militair tijdens de Meidagen van 1940 in zijn considerans zijn opgenomen.

## Internering
De kapitein Bolman ondertekende na de capitulatie, zoals vrijwel alle andere beroepsmilitairen, de loyaliteitsverklaring voor beroepsmilitairen. Dit was de verklaring dat hij zich niet tegen Duitsland zou verzetten, op verklaring waarvan hij in vrijheid werd gesteld. Zoals vele ondertekenaars achtte hij de verklaring non-valide en voelde dan ook geen wroeging deze te breken.
Bolman liet zich spoedig na de capitulatie op 15 mei 1940 bij de Ordedienst betrekken. Een vrijwel geheel door militairen gevormde illegale organisatie. Deze OD was in het begin uiterst zwak beveiligd, waardoor talloze leden al in 1941 tegen de lamp liepen. Voor Bolman gold dit ook, want hij werd al in augustus 1941 gearresteerd, maar dit was vermoedelijk zijn geluk. De enige tijd nadien volgende golf aan arrestaties zou leiden tot de beruchte OD-processen, die zware straffen en talloze doodstraffen tot gevolg hadden. Bolman, die in het Oranjehotel terechtkwam ter bewaring, werd uiteindelijk veroordeeld tot 'slechts' acht jaar tuchthuis. In eerste instantie werd nadien Kamp Amersfoort zijn adres van afstraffing. Hij zou echter alsnog op transport worden gezet.
De kapitein Bolman kwam uiteindelijk aan de Luisenstrasse in Siegburg (nabij Bonn), in het 'Haftanstalt/Zuchthaus' terecht. Een locatie die bijna 1.500 Nederlandse 'tuchtelingen' zouden zien tijdens de oorlog, bijna de helft van de in totaal 3.200 die het tuchthuis zou bergen. Veel gevangenen zouden vanuit Siegburg naar vernietigingskampen worden doorgevoerd. Bolman overkwam dit niet, want hij werd ernstig ziek.
Dolman werd uiteindelijk in Düsseldorf opgenomen, waar hij voor een ontsteking van beide longen en - vermoedelijk als gevolg daarvan - pleuritis behandeling kreeg. Deze zware ziekten werden hem echter fataal, zodat op 23 augustus 1943 het overlijden van Isaac Bolman werd vastgesteld. Hij ligt begraven op het aanzienlijke Nederlandse gedeelte van het ereveld Düsseldorf-Oberblik.

## Mutatie bij Militaire Willemsorde
Isaac Helenus Bolman werd op 9 mei 1946 bij Koninklijk Besluit No. 6 van 9 mei 1946 postuum ingeschreven in het register van de Militaire Willems-Orde. De mutatie bij zijn MWO is:
Heeft zich in den strijd door het bedrijven van uitstekende daden van moed, beleid en trouw onderscheiden bij de gevechten op 10 mei 1940 bij Ypenburg onder meer door het verzekeren van steun van zware mitrailleurs aan de voorste troepen door zijn persoonlijk voorbeeld en ingrijpen en door het geven van leiding aan de verovering van de sterk verdedigde Johannahoeve, waarbij hij op eigen initiatief het commando over den troep op zich nam. Heeft zich verder in de periode van 10 tot 14 mei herhaaldelijk onderscheiden door onder zwaar vijandelijk vuur de verbinding te onderhouden tusschen het Stafkwartier van de 1e Divisie en de voorste afdeelingen en daarbij tot in de voorste lijn aanmoedigend gewerkt.

## Overige onderscheidingen
- Onderscheidingsteken voor Langdurige Dienst als officier[3][4]